# Kvarnabergets naturreservat
Kvarnaberget är ett naturreservat i Tönnersjö socken i Halmstads kommun i Halland.
Här växer en drygt 150 år gammal ekskog med stammar som är klena och krokiga, så kallad kratteskog. Skogen är en rest av tidigare omfattande ekskogar som funnits i området. Här finns även blandskog, bäck och ett alkärr där vattenklöver kan blomma.

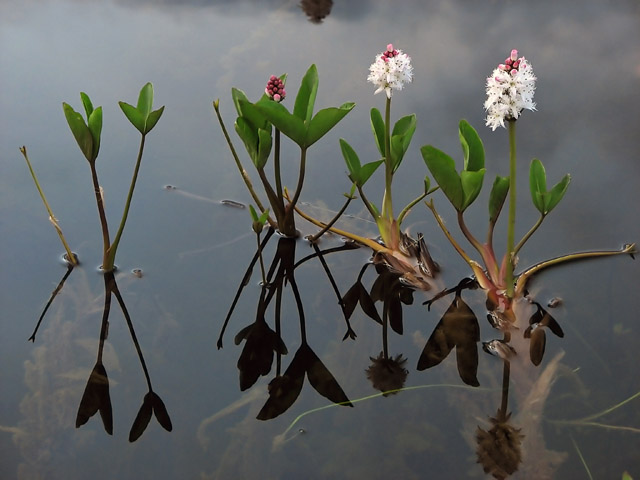
Vattenklöver

Delar av området är skyddat sedan 1940 men utvidgats efter hand. I slutet av 2008 utvidgades Kvarnaberget från 9 hektar till dryga 45 hektar och omfattar nu även det sydligare belägna reservatet Hallaskår. Det ligger 2,5 km öster om samhället Tönnersjö i Hallands skogsbygd.